# Artūras Šulcas
Artūras Šulcas (ur. 8 września 1957 w Krokiszkach w rejonie szyłokarczemskim) – litewski dziennikarz i działacz społeczny, samorządowiec, od 2011 wiceburmistrz Kłajpedy. 

## Życiorys
W 1980 roku ukończył studia na Wydziale Teatralnym Litewskiego Konserwatorium Państwowego w Kłajpedzie. Po 1990 roku pracował jako specjalista w Wydziale Kultury Urzędu Miasta Kłajpedy. Był również dziennikarzem – pracował m.in. w rozgłośni "Radiocentras", dziennikach "Vakarų ekspresas" i "Klaipėda" oraz telewizji "Balticum", w której był dyrektorem oraz prowadził programy "Kasdieniai rūpesčiai" i "Rezonansas". 
Zaangażował się w działalność polityczną po stronie liberałów. Był członkiem Litewskiego Związku Liberałów oraz Związku Liberałów i Centrum. Obecnie należy do Ruchu Liberalnego Republiki Litewskiej, którego był przewodniczącym w Kłajpedzie. Od 2006 roku stoi na czele stowarzyszenia "Liberalios reformos". Kontynuował również pracę dziennikarza jako sprawozdawca pisma "Vakarų ekspresas". 
W wyborach w 2008 bez powodzenia ubiegał się o mandat posła na Sejm - przegrał w II turze z Evaldasem Jurkevičiusem. W wyborach w 2012 przegrał z Raimundasem Paliukasem w okręgu Baltijos.
W 2000 roku uzyskał mandat radnego Kłajpedy. Był ponownie wybierany w latach 2002, 2007 i 2011. 12 kwietnia 2011 został wybrany na wiceburmistrza Kłajpedy. Do 2013 pełnił funkcję szefa struktur LRLS w Kłajpedzie. 
Żonaty, ma syna i córkę.